# Richard Darton Thomas
Pour les articles homonymes, voir Thomas.
Richard Darton Thomas, né le 3 juin 1777 à Saltash et mort le 21 août 1857 à Stonehouse (Plymouth), est un amiral de la Royal Navy.
Il a participé aux guerres de la Révolution française (comme la bataille du cap Saint-Vincent) et fut Commander-in-Chief de la Pacific Station entre 1844 et 1847.

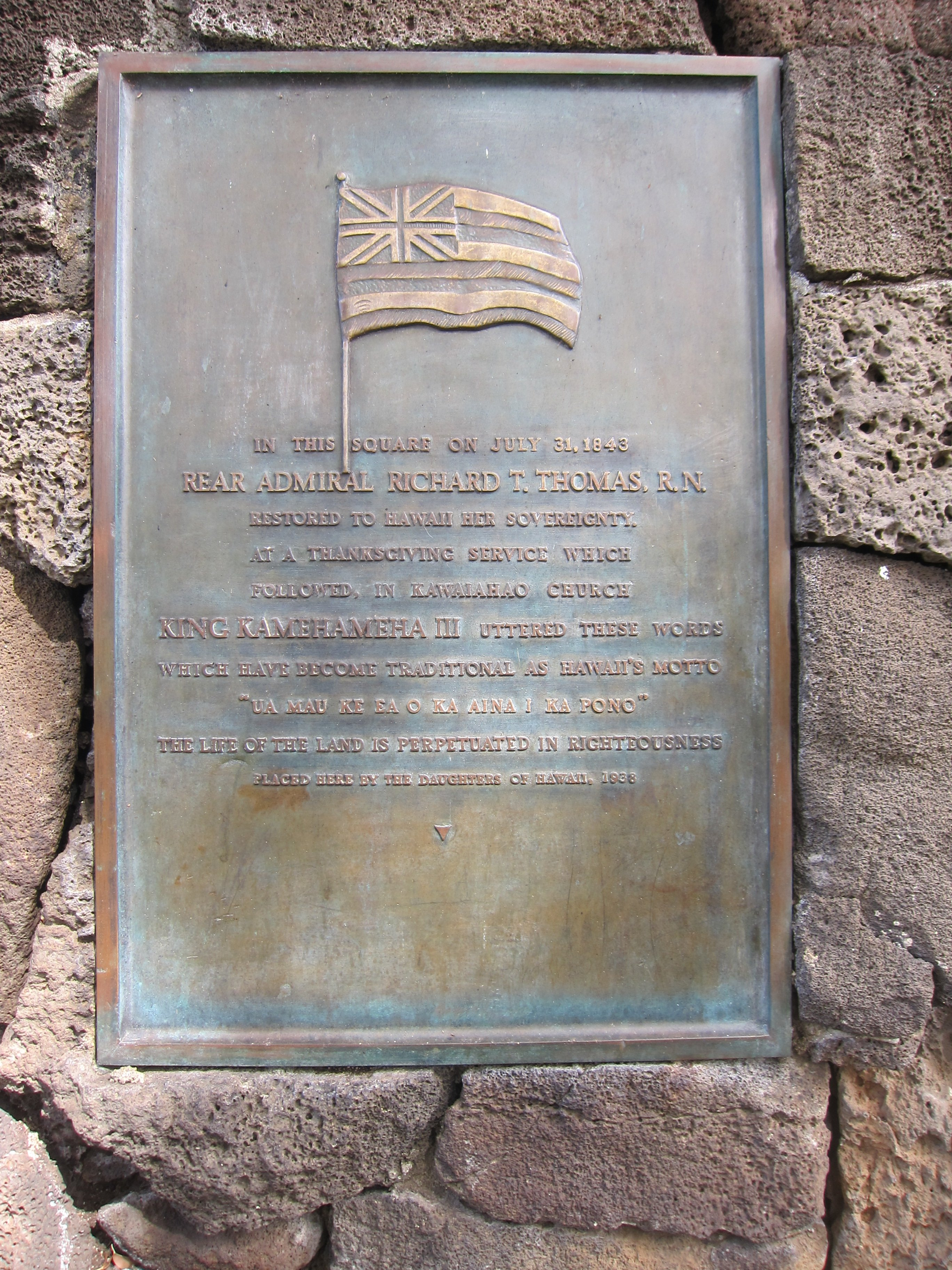
Plaque commémorative au d'Honolulu.